# Matança
Matança ist eine Gemeinde (Freguesia) im portugiesischen Kreis (Concelho) von Fornos de Algodres. In ihr leben 215 Einwohner (Stand 19. April 2021).

## Geschichte

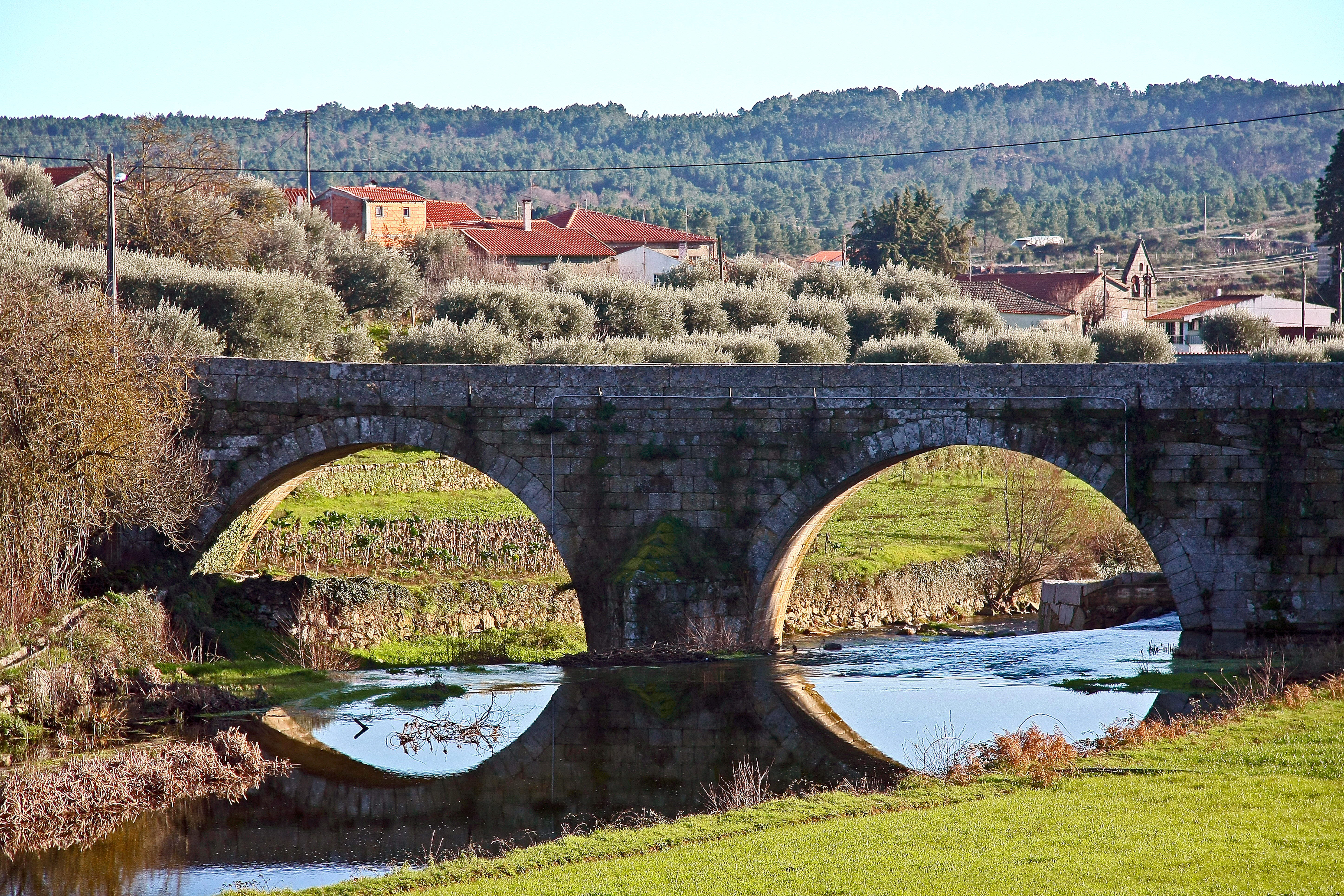
Römische Brücke

Funde belegen die vorgeschichtliche Anwesenheit des Menschen. Auch die Römer hinterließen Spuren, darunter zwei erhaltene Brücken. Im Zuge der Reconquista und der Konsolidierung des unabhängigen Königreich Portugals wurde der Ort neu besiedelt und erhielt 1270 erste Stadtrechte (Foral) durch König D.Afonso III. Im Jahr 1514 erneuerte König Manuel I. die Stadtrechte.
Matança blieb Sitz eines eigenständigen Kreises (Concelho), bis dieser 1836 aufgelöst und dem neugeschaffenen Kreis Fornos de Algodres angegliedert wurde.

## Kultur und Sehenswürdigkeiten
|  |  |

Neben dem Schandpfahl, den zwei römischen Brücken und dem römischen Brunnen stehen hier verschiedene Sakralbauten unter Denkmalschutz, darunter die Gemeindekirche Igreja Paroquial de Matança (auch Igreja de Santa Maria Madalena) aus dem 14. Jahrhundert.
Auch der Dolmen von Matança und die vorgeschichtliche Nekropole von Forcadas (Conjunto de sepulturas escavadas na rocha) sind geschützt und können besichtigt werden.

## Verwaltung
Matança ist Sitz einer gleichnamigen Gemeinde (Freguesia). In der Gemeinde liegen folgende Ortschaften:
- Fonte Fria
- Forcadas
- Matança